# Matt Anoa'i
Matthew (Matt) Anoa'i (Samoa, 7 april 1970 - Pensacola, 17 april 2017) was een Samoaans professioneel worstelaar, die bekendstond in de World Wrestling Entertainment (WWE) onder zijn worstelnaam Rosey.

## In worstelen
- Afwerking bewegingen
  - Running revolving leg drop – WWE
  - Split–legged moonsault – AJPW
  - Sitout swinging side slam – WWE

- Kenmerkende bewegingen
  - Chokeslam – Independent circuit
  - Corner body splash
  - Reverse piledriver – AJPW
  - Running splash
  - Samoan drop
  - Savate kick
  - Springboard moonsault

- Managers
  - Theodore Long
  - Rico
  - Haku
  - Super Stacy
  - Eric Bischoff

- Bijnaam
  - "The S.H.I.T." (Super Hero in Training)

## Erelijst
- Extreme Wrestling Federation
  - EWF Tag Team Championship (1 keer met "Super Pacman" Jackson)

- Frontier Martial-Arts Wrestling
  - FMW/WEW Hardcore Tag Team Championship (1 keer met Eddie Fatu)

- Heartland Wrestling Association
  - HWA Tag Team Championship (1 keer met Ekmo)

- International World Class Championship Wrestling
  - IWCCW Tag Team Championship (1 keer met Sammy the Silk)

- Memphis Championship Wrestling
  - MCW Southern Tag Team Championship (3 keer met Ekmo)

- World Wrestling Council
  - WWC World Tag Team Championship (1 keer met Islander Tahiti)

- World Wrestling Entertainment
  - WWE World Tag Team Championship (1 keer met The Hurricane)

- World Xtreme Wrestling
  - WXW Tag Team Championship (2 keer met L.A. Smooth)